# ابراهیم طوقان
ابراهیم طوقان (۱۹۰۵–۱۹۴۱) شاعر برجستهٔ فلسطینی در نیمهٔ اول سدهٔ بیستم میلادی بود. در دانشگاه آمریکایی بیروت درس خواند و در ادبیات عربی و انگلیسی سرآمد بود. پنج سال متولی گروه گفتگوهای ایستگاه رادیوی فلسطین بود. به بغداد به عنوان آموزگار منتقل شد اما در این سفر، بیماری استخوانی مانعش شد و به نابلس بازگشت. درمان را در بیمارستان فرانسوی قدس ادامه داد اما درگذشت. دیوان شعر او با تلاش خواهرش فدوی طوقان گردآوری شد.  شعر «موطنی» وی یکی از اشعار تاثیر گذار در کشورهای عربی بود که اکنون سرود ملی کشور عراق شده است

## شعر موطنی
یکی از اشعار معروف وی «موطنی»[=سرزمین من] است. که اکنون سرود ملی کشور عراق محسوب می شود
متن سروده: 
موطنی، موطنی،
الجلال والجمال والسناء والبهاء
فی رباک، فی رباک والحیاة والنجاة
والهناء والرجاء فی هواک فی هواک
هل أراک، هل أراک سالما منعما
و غانماً مکرما هل أراک فی علاک
تبلغ السماک تبلغ السماک.
موطنی، موطنی، موطنی، موطنی،
الشباب لن یکل همه أن تستقل أو یبید
نستقی من الردی ولن نکن للعدی
کالعبید کالعبید
لانرید لانرید دلنا الموءبدا
وعیشنا المنکدا لانرید بل نعید
مجدا التلید مجدا التلید
موطنی، موطنی موطنی، موطنی
الحسام والیراع لاالکلام والنزاع
رمزنا، رمزنا مجدنا و عهدنا
و واجب من الوفا یهزنا یهزنا
عزنا عزنا غایة تشرف
و رایة ترفرف یا هناک
فی علا قاهرا عداک قاهرا عداک
موطنی، موطنی